# Smahi Triki
Ismaël Triki, detto Smahi (in arabo إسماعيل سماحي تريكي‎?; Zenata, 1º agosto 1967), è un ex calciatore marocchino, di ruolo difensore.

## Palmarès

### Club

#### Competizioni nazionali
- Championnat National: 1

Chateauroux: 1993-1994
- Coppa Svizzera: 1

Losanna: 1997-1998